# 什洛莫·沙米尔
沙洛莫·沙米尔（Shlomo Shamir，1915年6月15日—2009年5月19日）是以色列海军的第三名司令（1949-1950年），也是第一位获得少將軍銜的以色列海军司令。他是以色列空军的第三任总司令（1950–1951年）。退役后任以色列政府军队顾问。2009年于特拉维夫去世